# Powiat Kamimashiki
Powiat Kamimashiki (jap. 上益城郡 Kamimashiki-gun) – powiat w Japonii, w prefekturze Kumamoto. W 2024 roku liczył 81 860 mieszkańców.

## Miejscowości
- Kashima
- Kōsa
- Mashiki
- Mifune
- Yamato